# ابوتراب اصفهانی

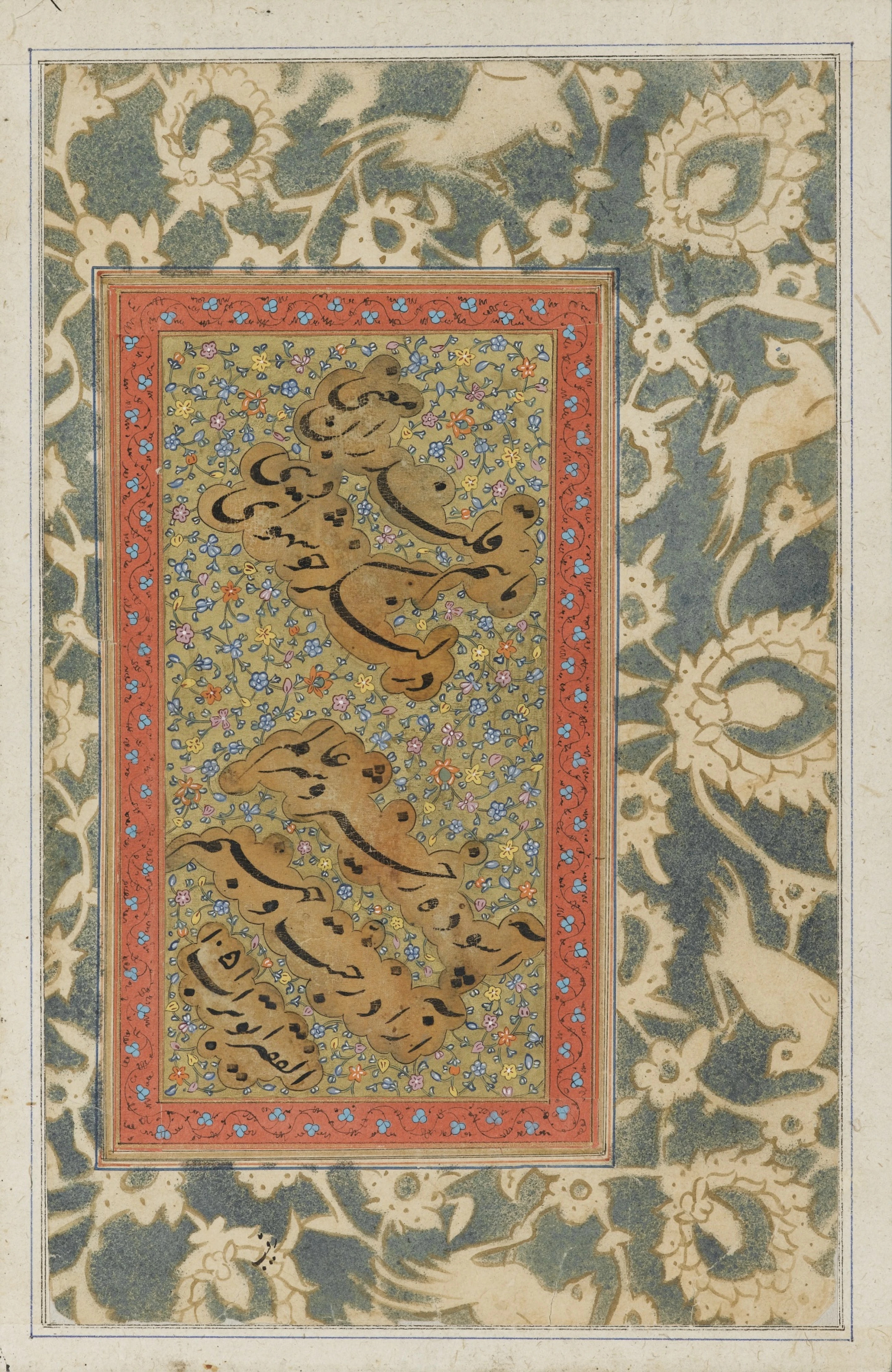
نسخه‌ای از یک‌خوشنویسی اثر ابوتراب اصفهانی - حوالی ۱۶۴۰ میلادی

اَبوتُرابِ اِصْفَهانی، متخلص به تُرابا (۹۸۹-۱۰۷۲ق/۱۵۸۱-۱۶۶۲م)، خوشنویس و نستعلیقنویس صاحب‌نام و یکی از معروف‌ترین شاگردان میرعماد است که پس از مرگ او به جانشینی‌اش بر مسند تعلیم خط نشست.

## زندگی
وی در یک خانوادهٔ بزرگ و توانگر اصفهانی زاده شد. در منابع از تاریخ تولد او سخنی نرفته، اما از آنجا که به نوشته میرزای سنگلاخ  به هنگام مرگ ۸۳ ساله بوده، می‌بایست در ۹۸۹ق به دنیا آمده باشد. در جوانی «مدتی به مقتضای سن به هرزه گردی» مشغول بود و سپس به تزکیهٔ نفس پرداخت و در این راه کوشش بسیار کرد.
او در خوشنویسی یکی از شاگردان موفق میرعماد شد و در این هنر صاحب نام و پس از قتل میرعماد جانشین او شد و در اندک مدتی شاگردان زیادی تربیت کرد. ابوتراب در اصفهان در سن ۸۳ سالگی درگذشت و سال وفات او را ۱۰۷۲ ه . ق نوشته‌اند. او در مسجد لُنبان اصفهان در جوار خواجه صاین‌الدین ترکه به خاک سپرده شد.

## خوشنویسی
نخستین استاد وی در خوشنویسی ملاعلی فایضی (درگذشت ۱۰۳۶ق) بود؛ بعد از او ابوتراب از میرعماد قزوینی تعلیم خط گرفت. او خود چگونگی پیوستنش به میرعماد را چنین نقل کرده: «روزی در قهوه‌خانه نشسته بودم که مرحوم میرعماد به اتفاق رشید همشیره‌زاده‌اش، از در قهوه‌خانه گذشت. به خاطر فقیر رسید که اگر میر صفای باطن دارد، به قهوه‌خانه می‌آید. با اینکه چند قدم رفته بود، برگشته به قهوه‌خانه آمد، قهوه خورد و برخاسته گفت که در خانه ما هم اینها می‌باشد. فقیر متنبه شده، روز دیگر به منزل ایشان رفته و در بالاخانه‌ای که بر سر در بود مکان ساخته، دوازده سال حرکت نکردم، چنانکه گلیمی که در زیر من بود، جای پای من سوراخ شد».
ابوتراب از محضر میر بهرهٔ بسیار برد و شیوهٔ خط او را به خوبی آموخت و از استادان کتابت قلم نستعلیق و برجسته‌ترین شاگرد میر شد. نصرآبادی  می‌نویسد: «خط جوانی‌های او هیچ کم از مشاهیر نیست». وی تا پایان زندگی میر در خدمت وی به سر برد و خلیفهٔ مکتب او بود و میر او را «فرزندی» خطاب می‌کرد. پس از کشته شدن میرعماد (۱۰۲۴ق) که کسان او از بیم متواری شدند. ابوتراب تنها کسی بود که جرأت کرد به کفن و دفن جسد بر خاک ماندهٔ استادش اقدام کند، اما سنگی که او برای آرامگاه میر تدارک دیده بود، همچنان بر جای ماند تا بر گور خودش نهادند.
با قتل میر، ابوتراب جانشین او شد. نوشته‌اند «دست مبارکی داشت، هرکس از او تعلیم گرفت. خوشنویس شد» و این به سبب توانایی او در خوشنویسی و آگاهی بر آداب و روش تعلیم و نیک‌سرشتی و حسن رفتار او بوده است. وجود فرزندانی چون نورالدین محمد و محمدصالح اصفهانی و شاگردی چون محمد محسن امامی ، نوشتهٔ نصرآبادی و سخن مؤلف ریاض الشعرا را که می‌گوید: «شاگردانش از مشاهیر خوشنویسان شدند»، تأیید می‌کند.

## شعر
اوتراب اصفهانی شاعر هم بود وی به شیوهٔ متقدمان شعر می‌سرود، شعر را خوب می‌فهمید و «ترابا» تخلص می‌کرد. از اشعار او یک دوبیتی در تذکرهٔ نصرآبادی و دوبیتی دیگری در مرآه العالم نقل شده، اما میرزای سنگلاخ قصیده‌ای در سوک میرعماد با مطلع زیر:
| دهر پرفتنه و پرمشغله و پرغوغاست |  | شرح این ماتم و این سوک کراخودیار است |

و قطعات و غزلیات دیگری نیز به او نسبت می‌دهد. از جمله این شعر
| دلم بی‌خدنگ حضوری ندارد    |  | که شب خانه بی‌شمع نوری ندارد |
| مشو درهم ارخاطرم را شکستی |  | قصوری ندارد، قصوری ندارد    |

## آثار
آثار شناخته شدهٔ او عبارتند از:
- قطعه‌ای به قلم چهار دانگ و دو دانگ عالی با رقم «ذرهٔ بی‌مقدار ترایا...» در کتابخانه سلطنتی پیشین ایران[۱۳]
- قطعه‌ای به قلم دو دانگ خوش با رقم و تاریخ (ابوتراب ۱۰۵۲) از مجموعه پیشین دکتر مهدی بیانی در موزه هنرهای تزیینی تهران[۱۴]
- مرقع رنگین، «الواح»
- قطعه‌ای به قلم دو دانگ خوش با رقم و تاریخ «ابوتراب ۱۰۵۱» در موزه رضا عباسی تهران
- یک نسخه سبحه الابرار جامی به قلم کتابت خوش نیز در کتابخانه پیشین سلطنتی نگاهداری می‌شود که در پایان نسخه، کتابت آن به ابوتراب نسبت داده شده و به شیوهٔ خط او نیز هست «و مستبعد نیست که خط ابوتراب اصفهانی» باشد.[۱۵]

## القاب
چنانچه گفته شد در اشعارش «ترابا» تخلص می‌کرد و با همین لقب شهرت دارد. اما میرزای سنگلاخ به روش همیشگی خود به او نیز چون دیگر خوشنویسان لقب بخشیده و وی را «رئیس‌الخطاطین» خوانده و کتابت دیوانهای شماری از شعرای نامدار و گمنام و مرقعات نفیس متعدد موجود در «ایران و روم» و قطعات خط بسیار به او نسبت داده که هیچ‌یک از این آثار تاکنون دیده نشده است.